# Raja stellulata
 Raja stellulata és una espècie de peix de la família dels raids i de l'ordre dels raïformes.

## Morfologia
- Els mascles poden assolir 76 cm de longitud total.[5][6]

## Reproducció
És ovípar i els ous tenen com a banyes a la closca.

## Hàbitat
És un peix marí, de clima temperat (60°N- 0°N, 170°E-115°W) i demersal que viu entre 18–732 m de fondària.

## Distribució geogràfica
Es troba a l'oceà Pacífic nord: des del Mar de Bering fins al nord de la Baixa Califòrnia (Mèxic).

## Observacions
És inofensiu per als humans.